# Aplita
Les aplites són roques ígnies de composició simple, com el granit, que està compost solament de feldespat alcalí, mica moscovita i quars. En un significat més precís, són aquelles roques ígnies d'una peculiar teixidura fina uniforme (de menys de 2 mm) i de color tènue.

## Ocurrència
Les aplites tenen una distribució global i s'han descrit a de la majoria de zones on hi ha importants intrusions granítiques. Es produeixen en forma de làmines intrusives, tant dins dels cossos granítics associats com a la roca prèvia circumdant. Les anàlisis d'elements traça mostren que no hi ha equivalent volcànic a les aplites.
Algunes aplites es formen en estreta associació amb pegmatites, que d'altra manera són poc freqüents en els granits. Aquests complexos de làmines aplita-pegmatita poden mostrar bandes a petita escala amb alternances d'aplita i pegmatita. (Mireu imatge de la Galeria).
A diferència de la pegmatita, la qual és similar però de granulat més aspre, les aplites es troben en petits grups que rara vegada contenen parts d'altres minerals. Ambdues roques poden trobar-se juntes i s'assumeix que s'han format al mateix temps a partir de magmes semblants.

## Formació

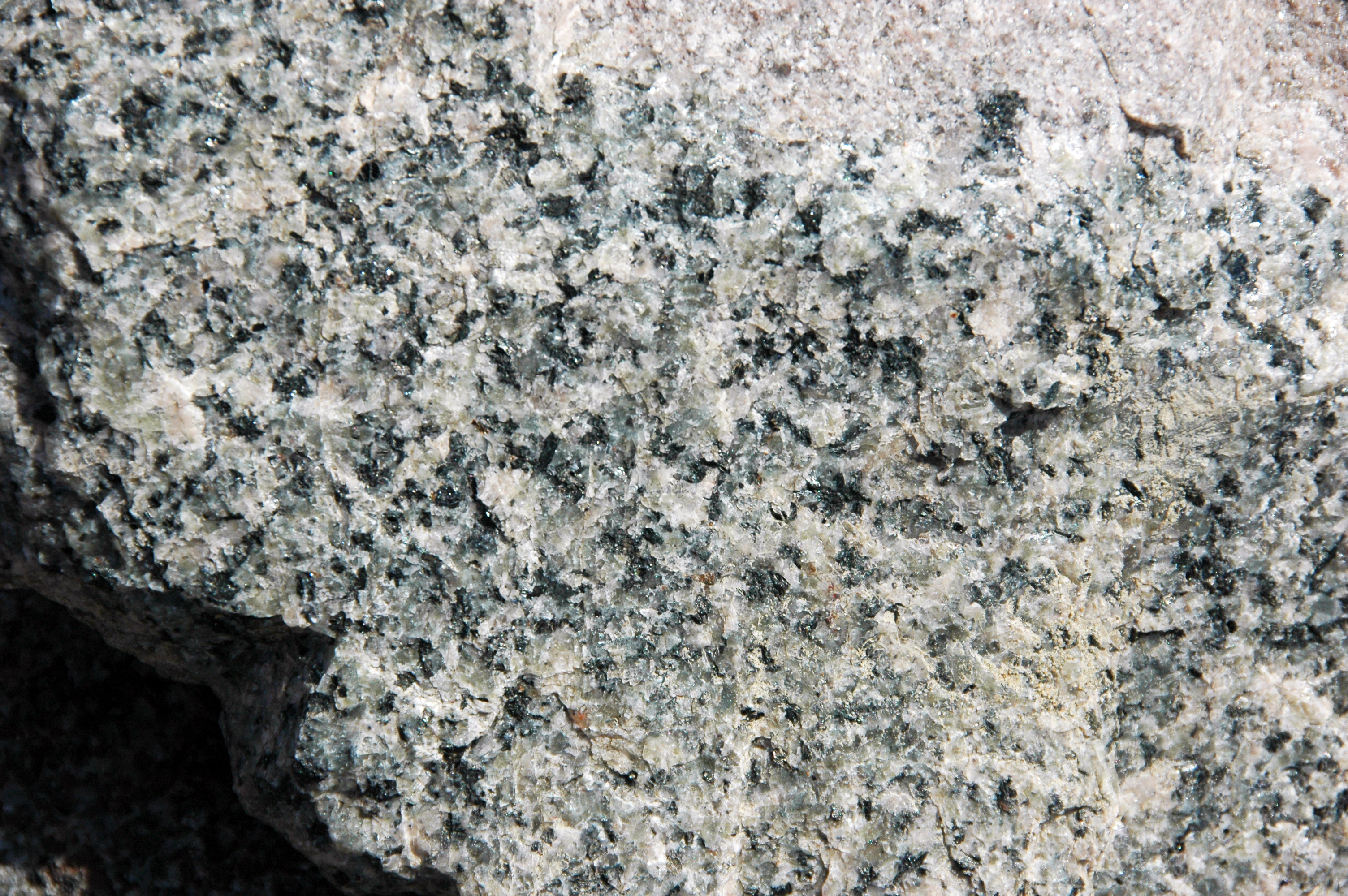
Dic d'aplita (superior dreta) blanquinosa en entorn granític.
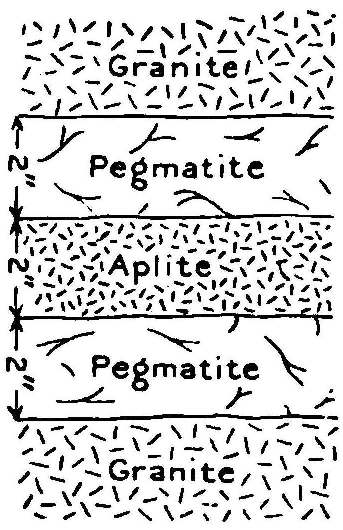
Alternança de filons de pegmatita i aplita a l'interior de granit.
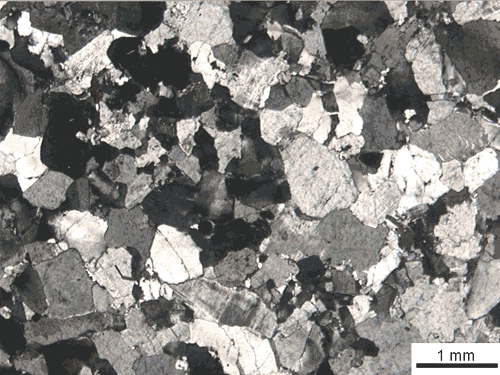
Cristalls homogenis en forma i diàmetre de quars i feldespat en una aplita.

Les aplites s'introdueixen en una etapa tardana de la història de la intrusió associada quan la cristal·lització es troba en una etapa avançada. En aquest estat, la intrusió principal és prou coherent mecànicament per suportar les tensions de tracció, donant lloc a fractures. Aquestes fractures es poden omplir després per les parts restants no cristal·litzades del magma original (els fluids residuals) per formar-hi aplites.